# زلزال تشاتشابويا 1928
زلزال تشاتشابويا 1928 هو زلزالٌ وقعَ في مقاطعة تشاشابوياس ‏ في بيرو بتاريخ 14 مايو 1928.